# Inmigración palestina en Chile

Graffiti en muro de Belén: «Chilenos de origen palestino – No olvidamos nuestras raíces»

La comunidad de chilenos de origen palestino, que según cifras estimativas suma alrededor de 500 000 personas, es la mayor comunidad de la diáspora palestina del mundo fuera de Oriente Medio. Como en otros países de América Latina, a los árabes (y, en consecuencia, a los palestinos) de Chile se les llama tradicionalmente “turcos”, dado que su nacionalidad era otomana en el momento de su inmigración, que era sinónimo de turca.
De todos los ciudadanos chilenos de origen árabe, los palestinos forman el grupo más grande y la colonia más numerosa de procedencia asiática en el país. El 95% de los palestinos que emigraron a Chile durante finales del siglo XIX y comienzos del XX eran cristianos, y la mayor parte de ellos puede remontar sus orígenes a 3 localidades: Belén, Beit Yala y Beit Sahur, además de Jerusalén, Yaffa, Beit Safafa, Taibe, Yenín, Al Jalil, entre otras.

## Historia

### SiglosXIXyXX
El origen de la inmigración palestina a Chile se remonta a la Guerra de Crimea, que enfrentó a Francia, Reino Unido, Italia y el Imperio Otomano contra Rusia entre 1853 y 1856, y tuvo su mayor auge a comienzos del siglo XX. Las autoridades otomanas impusieron el servicio militar obligatorio para los cristianos de sus dominios (incluida Palestina), que eran mandados a primera línea del frente en las guerras que les enfrentaban con otras potencias cristianas, como en la primera guerra de los Balcanes o en la Primera Guerra Mundial. En esa época, millones de personas estaban emigrando desde Europa hacia América. Así, Chile instaló agencias de inmigración en Alemania, Suiza y Francia y los palestinos se sumaron a este gran desplazamiento humano.
Los llegados venían principalmente de un conjunto de tres pueblos predominantemente cristianos que hoy forman parte de la Gobernación de Belén: Beit Yala, Belén y Beit Sahur. Los primeros inmigrantes palestinos llegaron a Chile con documentación otomana, lo que hizo que se les aplicara el término despectivo "turcos", que perduró y se siguió aplicando a los llegados después de 1918, ya con un pasaporte británico emitido por las autoridades del Mandato británico de Palestina. La religión cristiana y un clima, una flora y una fauna similar al de Palestina hicieron más fácil el proceso de asimilación de los recién llegados. Ya en 1917, la comunidad palestina en Chile construyó la iglesia ortodoxa de San Jorge en el barrio de Recoleta. Poco a poco, la cada vez más dramática situación en Palestina y la condición crecientemente acomodada de la diáspora palestina en Chile hicieron que numerosas familias tendiesen a reunificarse en este último país. De hecho, hay más cristianos palestinos en Chile que en la propia Palestina histórica.
El barrio Patronato se conoce como el barrio palestino de Santiago, donde viven y trabajan hasta hoy gran parte de los palestinos asentados en Chile. Las comunidades más numerosas se encuentran en Santiago, Talca, Viña del Mar, Valparaíso, La Calera, Quillota, Cabildo y Linares [cita requerida].
Los comienzos de la integración árabe en Chile fueron bastante difíciles, ya que se vieron afectados por la xenofobia de ciertos sectores que los consideraban inmigrantes de segunda clase, que se desempeñaban en una actividad económica despreciada por la aristocracia chilena: el comercio ambulante. Los palestinos en Chile, a pesar de sus diferencias culturales con la sociedad chilena, lograron compenetrarse y formar parte importante de la clase media, convirtiendo sus negocios ambulantes en establecimientos fijos y, posteriormente, llegando a controlar la industria textil y las empresas de la construcción. Apellidos como Hirmas, Said, Yarur y Samur  pasaron a dominar el negocio textil en Chile. En 1920, algunos miembros de la comunidad palestina en Chile crearon el Club Deportivo Palestino, un equipo de fútbol que ha ganado dos ligas y dos copas y que en los últimos años se ha asentado en la primera división chilena. En sus inicios, el club contaba solamente con jugadores de origen palestino.
Durante sus primeros años en América, esta comunidad optó por matrimonios endogámicos, ya que había un ambiente hostil hacia ellos. Sin embargo, esta situación cambió con el paso de los años, una vez se extendió la prosperidad entre los miembros del colectivo y mejoró su integración social. Por ejemplo, en 1970, el 70 % de las bodas ya se producía con gente exterior a la comunidad. Durante los años 40 se habían conseguido las primeras representaciones políticas y ya en los años 60, el nombre de algunas familias de origen palestino, como los Yarur y los Sumar, llegó a ser conocido como sinónimo de riqueza. La segunda mitad del siglo XX llevó consigo nuevas olas de inmigración palestina hacia Chile, causadas por los distintos eventos que convulsionaron Oriente Próximo, como la guerra de los Seis Días en 1967 (que llevó consigo la ocupación israelí de la zona de Belén de donde esta comunidad es originaria), la Primera Intifada entre 1987 y 1993 o la Segunda Intifada entre el año 2000 y el 2005. Ante la competencia textil que supuso la emergencia de la economía china en los años ochenta y noventa, la comunidad palestina diversificó sus negocios a los ámbitos financiero, inmobiliario, agrícola, viñatero, alimentario y a los medios de comunicación. Entre las empresas chileno-palestinas más importantes destacan la cadena de centros comerciales Parque Arauco, propiedad de la familia Said, y el Banco de Crédito e Inversiones, fundado en 1937 por Juan Yarur Lolas.

### SigloXXI
En noviembre de 2009, el alcalde de Estación Central, Rodrigo Delgado Mocarquer, le entregó las llaves de la comuna a Mahmud Abás, presidente de Palestina. En dicha ocasión, se inauguró el Paseo Palestina a un costado de la casa consistorial de la comuna, como parte del bandejón central de la Avenida General Velásquez, en la intersección con La Alameda.
En 2013, el alcalde de la ciudad palestina de Beit Jala visitó Chile y afirmó que unos 400.000 chilenos de origen palestino podían trazar su origen en esta pequeña ciudad cisjordana, que en 2007 rondaba los 12.000 habitantes. Algunos de los miembros de la comunidad palestina en Chile controlan a día de hoy una parte importante del sistema bancario chileno e incluso cuentan con algunas de las fortunas más grandes del país. En torno al 10% de los diputados del Congreso Nacional de Chile son de origen palestino. Esto se ha reflejado últimamente en numerosas medidas adoptadas por las autoridades chilenas, como la prohibición por parte del Congreso de Chile de los productos provenientes de asentamientos israelíes, la declaración de Valdivia como "zona libre del apartheid israelí" o la ruptura de relaciones con universidades israelíes de las facultades de Medicina, Derecho y Ciencias Sociales de la Universidad de Chile. Hay un dicho local que afirma que hasta en el más pequeño pueblo de Chile se encontrará un cura, un policía y un palestino.
En 2021, cuando se cumplió una década del reconocimiento de Chile al Estado de Palestina, la comunidad palestina en Chile hizo un balance negativo de la situación y exigió al gobierno chileno que adoptara medidas concretas para presionar a Israel a respetar los derechos humanos y las resoluciones de la ONU.
En 2023, cuando estalló una nueva escalada de violencia entre Israel y Gaza, que dejó cientos de muertos y miles de heridos, la comunidad palestina en Chile se movilizó masivamente para condenar la agresión israelí y pedir el cese al fuego.

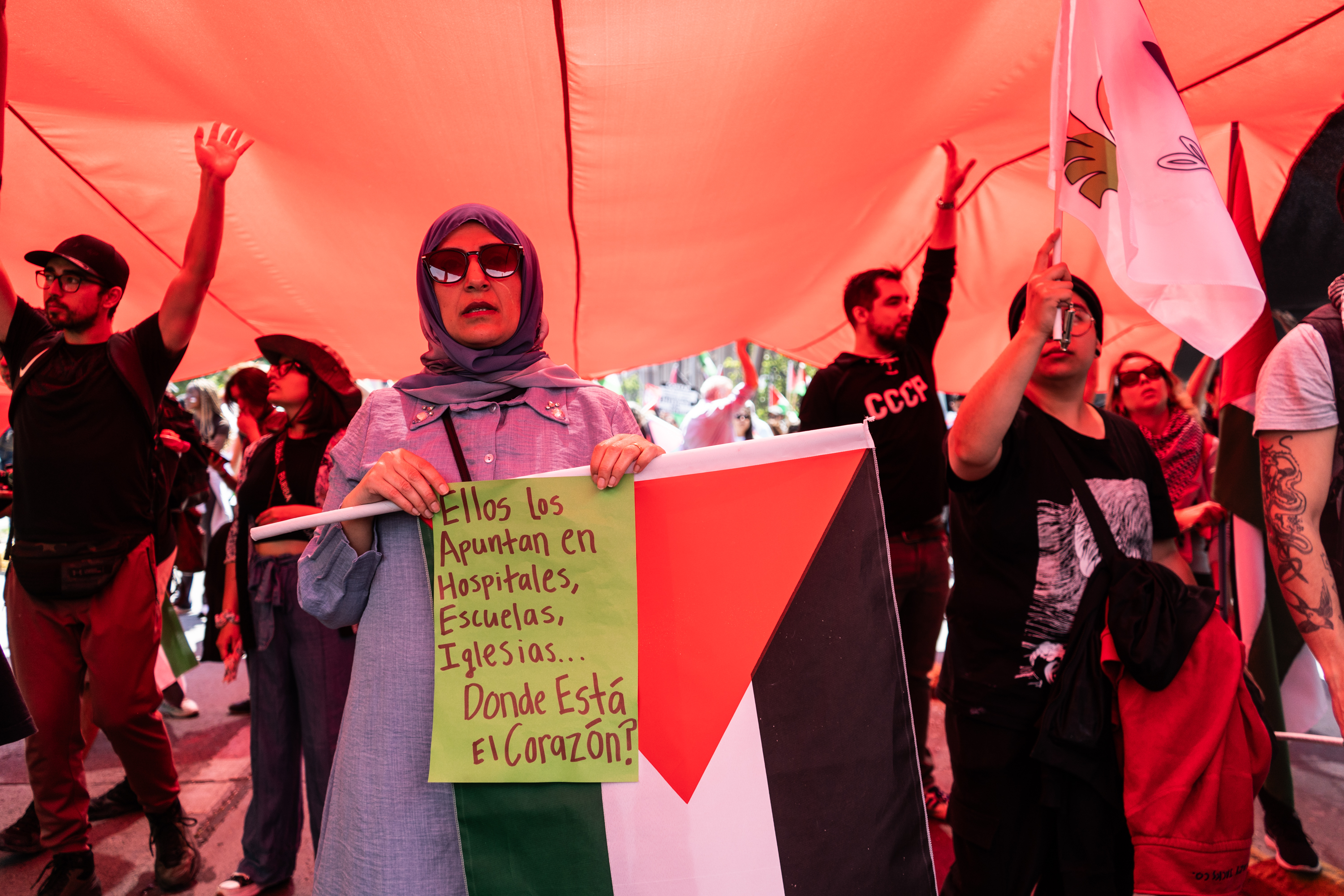
Marcha contra el genocidio en Palestina, Santiago de Chile 2023

## Personas destacadas (siglosXXyXXI)
- Alfredo Asfura, dirigente del fútbol chileno.
- Edgardo Abdala, futbolista.
- Ricardo Abumohor, empresario
- Roberto Bishara Adawi, futbolista.
- Jordi Castell Abusleme, fotógrafo y presentador de TV.
- Fuad Chahín, político.
- Francisco Chahuán, político.
- Sabas Chahuán, político.
- Fernando Chomali, arzobispo de Santiago.
- Luis Dimas, cantante.
- Diamela Eltit, escritora.
- Walter Garib, escritor.
- Daud Gazale, futbolista.
- Gustavo Hasbún, político.
- Raúl Hasbún, sacerdote católico.
- Daniel Jadue, político, ex alcade de Recoleta.
- Fares Jadue, político, alcalde de Recoleta.
- Sergio Jadue, expresidente de la ANFP.
- Miguel Littin, director de cine y escritor.
- Mahfúd Massis, poeta.
- Lina Meruane, escritora.
- Nelly Meruane, actriz.
- Ricardo Meruane, humorista.
- Luis Musrri, futbolista.
- Teresita Reyes Aleuanlli, actriz.
- Álvaro Saieh, empresario.
- Marcela Said, cineasta.
- Jorge Said, periodista.
- Hosain Sabag, político
- Jorge Sabag, político.
- Pedro Sabat, político y exalcalde de Ñuñoa.
- Marcela Sabat, política.
- Fernando Solabarrieta Chelech, periodista, presentador de TV.
- Jorge Tarud, político chileno
- Jorge Yarur Banna, abogado y empresario.
- José Zalaquett Daher, abogado.
- Pablo Zalaquett, político.
- Marko Zaror, actor.
- Mónica Zalaquett, política, ex ministra de la Mujer y la Equidad de Género.
- Leonardo Zamora, futbolista.
- Camila Zárate, política, ex convencional constituyente.

## Organizaciones palestinas en Chile
La primera organización de palestinos de Chile se creó al alero de la fe cristiana ortodoxa, con la construcción en 1917 de la Catedral Ortodoxa de San Jorge en el barrio Patronato de Santiago de Chile. Aún hoy en día este sector se caracteriza por su gran actividad comercial por su alto porcentaje de palestinos.

### Deportivas
- Club Deportivo Palestino, fundado en 1920

### Sociales
- Club Palestino (1938).
- Fundación Palestina Belén 2000 (2001)
- ONG Chilenos por Palestina
- Club Unión Palestino de Viña del Mar y Valparaíso
- Juventud Árabe de Valparaíso
- Juventud Árabe de Viña del Mar. Congrega a los jóvenes árabo-chilenos de la Región de Valparaíso desde 1967. Sus premisas fundamentales son la difusión de su milenaria cultura y un trabajo activo en defensa de la causa del Estado de Palestina.
- Psicólogos por Palestina. Agrupación de psicólogos voluntarios sin fines de lucro que atiende de manera gratuita a migrantes Palestinos dentro de Chile.
- Décima Compañía de Bomberos de Valparaíso Bomba Chileno Árabe Eduardo Farley
- Sociedad de Damas Sirio Palestinas.
- Club Unión Árabe La Calera
- Hogar de Niños Sirio-Palestino
- Club Unión Palestino de Talca
- Club Unión Palestino de San Fernando
- Estadio Árabe de Concepción
- Juventud Palestina de Concepción (JUPAC)
- Colegio Palestino de Concepción
- Colegio Palestino de Viña del Mar

### Artísticas
- Corporación Artística Chileno Palestina (en formación)